# Le Crès
Le Crès – miejscowość i gmina we Francji, w regionie Oksytania, w departamencie Hérault.
Według danych na rok 1990 gminę zamieszkiwało 6601 osób, a gęstość zaludnienia wynosiła 1128 osób/km² (wśród 1545 gmin Langwedocji-Roussillon Le Crès plasuje się na 40. miejscu pod względem liczby ludności, natomiast pod względem powierzchni na miejscu 974.).